# Княжево
Вижте пояснителната страница за други значения на Княжево.
„Княжево“ е квартал на българската столица София. Намира се в югозападната част на града, между булевардите „Цар Борис III“, „Никола Петков“ и квартал „Горна баня“. През него преминава бул. „Цар Борис III“, който е изходна артерия към Перник, а на изток от него къщите от квартала се изкачват по склоновете на Витоша. Западната част на Княжево лежи на склона на Люлин планина, Владайската река разделя Витоша от Люлин.

## История
Клисура е автентичното старо име на селото, както то е посочено в Боянския поменик, запазен в препис, датиран между 1562 и 1612 г., такова е името и на реката, която днес знаем като Владайска река или Княжевска. Евлия Челеби в пътеписа си в XVII век споменава селището като Бали ефенди, както го наричат турците, пренасяйки върху селото името на погребания тук юрушки дервиш, роден в Струмица и живял в София, за когото се смята, че е починал през 1551 година в Константинопол. Зад днешната църква „Свети Илия“ се намира Бали ефенди тюрбе, което според преданието е построено от султан Селим II. По стените на тази паянтова малка сграда са окачени в рамки молитви, написани на турски и арабски език.
През турско време Княжево по посочените причини е известно като Бали ефенди и има 3 махали:
- Клисурска махала под Витоша, наблизо до клисурата и река Клисурска, населявана от най-старите княжевски жители (кореняци), занимавали се със скотовъдство и дърварство;
- Бали ефенди махала с гроба на дервиша, която минавала за централна, с много постройки около банята, с дюкяни, кафенета, ханища;
- Черкезка махала на отсрещния край, над реката, където турските власти заселили черкези (като платени слуги на държавата) – снабдени с коне и оръжие, освободени от данъци, те се задължавали да пазят София от злосторници.

След Освобождението
От Бали ефенди е преименувано на Княжево през 1881 г. в чест на княз Александър Батенберг. Княжево се числяло към Бояна до 1914 г. Като самостоятелна община се отделило и съществувало до 1938 г., но административно принадлежало към столицата. 
През 1948 г. общината се закрива и Княжево влиза в VI районен народен съвет. През 1958 г. в Княжево влизат кварталите „Петко Напетов“, Лозище-Кореняци, Грамада, Борова гора, Радин дол и „10-и километър“. Княжево става квартал на София на 26 април 1958 г.
През 1881 г. французинът Хипокрит Бержие построява първата фабрика за спирт в страната. През 1882 г. Лазар Трифкович и по-късно през 1883 г. братята Богдан и Георги Прошек построяват първите пивоварни фабрики.
С Височайши указ № 509 от 9 юли 1883 г. в Княжево е открито първото държавно занаятчийско училище. То е създадено през 1867 г. от Мидхат паша и известно като исляххането.
Княжево е първото селище след София, което се сдобива с поща. Тя се открива през 1886 г.
През 1891 г. чешкият инженер Йосиф Хорвет построява първата в България книжна-мукавена фабрика. Годишното производство по онова време достигало 1 341 000 kg хартия. Със заповед на окръжния управител № 204 от 12 октомври 1893 г. в Княжево е открита първата Държавна мина за добив на живак.
Княжево е една от оправните точки при първото организирано, от Алеко Константинов, изкачване на Черни връх 27 август 1895 г. На 2 август 1899 г. в Княжево (на днешен адрес бул. „Цар Борис ІІІ“ № 284) е учредено първото туристическо дружество „Алеко Константинов“. Негови учредители са проф. д-р Червениванов и д-р Точков.
На 14 януари 1901 г. е пуснат в експлоатация първият трамвай София – Княжево – София.
Княжевско военно училище се е наричала Школата за запасни офицери „Христо Ботев“ със седалище в Княжево, създадена при обединяването през 1908 г. на Школата за запасни подпоручици в пехотата (открита на 7 февруари 1901 г.) и Школата за запасни подпоручици в артилерията (1903).
Писателят Йордан Йовков завършва (1902 – 1904) школата за запасни офицери в Княжево, като по време на обучението си публикува първата си творба – стихотворението „Под тежкия кръст“ (вестник „Съзнание“, бр. 9, 26 октомври 1902 г.)
В квартала са се заселили голям брой българи от Македония и Беломорска Тракия.
Княжево е първото електрифицирано селище в България. Това се случва през 1917 г.
До Първата световна война Княжево се слави със своето местоположение в полите на Витоша и с целебните си минерални бани. По онова време служи само като място за разходки на софиянци и като лечебно място. След войната обаче София нараства и Княжево се развива и като индустриален център, с множество и разнообразни промишлени предприятия.
Квартал на София
През 1938 г. Княжево заедно с други села става част от Столична община. По това време населението на Княжево е 5000 души. Бюджетът на Княжевската отделна община за 1938 г. е възлизал на 4 милиона лева, като 1/4 от приходите на общината се внасят от фабричните предприятия.
В местността „Черният кос“ в Княжево през 30-те години на 20 век е изградена първата ски-шанца в България, но вече не функционира.
През 1962 г. от Княжево до Копитото е построен първият кабинков лифт в България, изграден от австрийската фирма „Братя Гирак“. Дължината му е 1920 м. с разлика във височините 600 м. Долната станция е на 760 м н.в., а горната – на 1340 м н.в. Разполагал е с 53 кабини с 4 места и е превозвал със скорост 3 m/s по 600 души на час в една посока. Времето за пътуване било 20 минути и тъй като лифтът има връзка с последната спирка на трамвая, предоставя най-краткия път към Витоша. Спрян от експлоатация след няколко инцидента през 90-те години, той е запуснат и оборудването разграбено.

## Забележителности

### Най-старото дърво в София
На територията на Княжево на пресечката между ул. „Меча поляна“ и „Проф. Державин“ се намира най-старото дърво на територията на столицата в планината Витоша, известно като Горуна (зимен дъб). Обиколката на дънера му е над 3 метра, възрастта му е над 500 години.
В Княжево се намира и държавният парк Княжевска гора. Сравнява се от Константин Иречек с парковете на Версайския дворец и дворците на Потсдам.

### Празник на Княжево
Празник на Княжево и храмов празник на църквата „Св. Илия“ е Илинден. Провежда се събор на пл. Сред село.

### Минерална вода
Минералните извори в квартала са 7, като на 2 от тях водата се бутилира. Температурата на водата им е между 25 и 35 градуса. Водата е слабоминерализирана, хидрокарбонатно-натриева, силициева, със съдържание на радон. По състав е близка до минералната вода в град Банкя и също се препоръчва за лечение на хипертонична болест. Лечението трябва да се назначава от лекар.

### Река
През Княжево преминава Владайската река.

## Архитектура
Кварталът е застроен предимно с еднофамилни къщи, вили и малки кооперации. Разположението му в близост до планината и бързата връзка с центъра на града по бул. „Цар Борис ІІІ“ го нареждат сред предпочитаните места за живеене в столицата.
Най-старият мост в София – Александров мост, построен през 1878 г. със средства на руския император Александър ІІ, се намира непосредствено преди местността Черния кос.

## Образование
В пределите на Княжево са разположени няколко училища, детска градина и други обществени учреждения:
- Читалище „Братя Миладинови“ (1923)
- Професионална гимназия по екология и биотехнологии „Проф. д-р Асен Златаров“ (бившият химически техникум)
- 26-о СУ „Йордан Йовков“
- ЧСУ „Петко Р. Славейков“
- ЧОУ „Света София“ с изучаване на английски език
- ЦДГ „Сияние“
- Център за специална образователна подкрепа „Проф. Д. Кацаров“
- 60 СДГ „Бор“.

## Транспорт
Линии на масовия градски транспорт, обслужващи квартал Княжево:
- автобусни линии: 58, 59, 107, 111 и 260
- трамвайни линии: 4, 5, 11

Трите градски автобусни линии минават и обслужват само квартал Княжево. „Никола Петков“, докато крайградските линии 58 и 59 са за Владая и Мърчаево. Трамваите по маршрут 4 стигат само до бул. „Никола Петков“ в началото на квартала и въртят на трамвайното ухо там, линии 5 и 11 продължават към останалата по-голяма част на квартала, въртейки на трамвайно ухо „Княжево“, разположено в подножието на парк Витоша.

## Известни жители
- Ангел Димитров (1889 – 1925), деец на ВМРО
- Дачо Иванов (? - 1902), български военен и революционер
- Никола Симеонов, български революционер от ВМОРО, четник на Милан Гюрлуков[9]
- Стойно Бачийски, български офицер и революционер, горянин, борец срещу комунистическата власт в България
- Емил Димитров – поп певец
- Паша Христова – поп певица
- Михаил Арнаудов – учен, академик
- Георги Марков – писател и дисидент
- Йордан Вълчев – писател и дисидент
- Боян Вълчев – филолог, син на писателя Йордан Вълчев
- Боян Петров – алпинист, първият българин, изкачил три осемхилядника в един сезон: Кангчендзьонга, Броуд пийк и К2
- Дойчин Боянов – алпинист, пръв осъществил изкачване и слизане без кислород на връх Еверест
- Маргрет Николова – певица
- Иван Зарев – бронзов медалист от световното първенство по волейбол в Япония през 2006 година
- Иван Петров, български революционер от ВМОРО, четник на Димитър Запрянов[10]
- Белослава – певица
- Миро – певец
- Никола Симеонов, български революционер от ВМОРО, четник на Тане Николов[11]

## Улици и произход на имената им
| Път                      | Наречен на                                    | Местоположение |
| ------------------------ | --------------------------------------------- | -------------- |
| „Арбанаси“               | Арбанаси, село във Великотърновско            | Карта          |
| „Звездица“               | Звезда, астрономически обект                  | Карта          |
| „Кавак“                  | Топола (Populus), род растения                | Карта          |
| „Княжевска“              | Княжево, квартал на София                     | Карта          |
| „Лъвчето“                | Лъвчето, връх на Витоша                       | Карта          |
| „Люлински път“           | Люлин, планина в района                       | Карта          |
| „Медвен“                 | Медвен, село в Котленско                      | Карта          |
| „Меча поляна“            | „Меча поляна“, местност на Витоша             | Карта          |
| „Полк. Стойно Бачийски“  | Стойно Бачийски (1897 – 1949), офицер         | Карта          |
| „Преслав“                | Велики Преслав, град в Североизточна България | Карта          |
| „Проф. Николай Державин“ | Николай Державин (1877 – 1953), руски филолог | Карта          |
| „Райска градина“         | „Райска градина“, местен обект                | Карта          |
| „Цар Борис III“          | Борис III (1893 – 1943), цар на българите     | Карта          |

## Други
- Кабинков лифт „Княжево – Копитото“, тръгващ от ресторант „Бор“ (ст. „Бар Шишарка“), над обръщателното колело на трамваи 5 и 11, стигащ непосредствено до видимата от почти цяла София телевизионна кула на Копитото (не работи)
- Райска градина (спирка „Райска градина“, бивша спирка Шипка)
- Княжевски манастир
- На Княжево е наречена улица „Княжевска“ в кварталите „Княжево“ и „Карпузица“ в София (Карта).